# Resolutie 2439 Veiligheidsraad Verenigde Naties
Resolutie 2439 van de Veiligheidsraad van de Verenigde Naties werd bij consensus aangenomen op 30 oktober 2018. De Veiligheidsraad veroordeelde aanvallen door gewapende groeperingen in het oosten van de Democratische Republiek Congo, die de Ebola-uitbraak in dat land verergerden, en eiste ongehinderde toegang voor noodhulp. De tekst van de resolutie werd door Ethiopië en Zweden opgesteld.

## Achtergrond
In 1994 braken in de Democratische Republiek Congo (DRC) etnische onlusten uit, die onder meer werden veroorzaakt door de vluchtelingenstroom uit de buurlanden Rwanda en Burundi. In 1997 beëindigden rebellen de lange dictatuur van Mobutu en werd Kabila de nieuwe president. In 1998 escaleerde de burgeroorlog, toen anderen rebellen Kabila probeerden te verjagen. Zij zagen zich gesteund door Rwanda en Oeganda. Toen hij in 2001 omkwam bij een mislukte staatsgreep, werd hij opgevolgd door zijn zoon. Onder buitenlandse druk werd afgesproken verkiezingen te houden, die plaatsvonden in 2006 en gewonnen werden door Kabila.
In het oosten van het land ontstond de ene gewapende groepering na de andere, die allen de controle over zoveel mogelijk natuurlijke rijkdommen in de regio probeerden te verwerven en daarbij allerhande geweld plegen jegens de bevolking. Na decennia van wanbestuur had de Congolese overheid er geen controle en het leger was te zwak om in te grijpen. Ook de aanwezigheid van 20.000 VN-blauwhelmen veranderde niets.
In februari 2013 sloten elf landen, waaronder de DRC, Oeganda, Burundi en Rwanda, een kaderakkoord voor vrede, veiligheid en samenwerking in hun regio. In de DRC zouden hervormingen plaatsvinden, terwijl de buurlanden zouden stoppen met het steunen van rebellen.
In augustus 2018 brak opnieuw een ebola-epidemie uit Congo, in de provincies Noord-Kivu en Ituri. Eind oktober waren reeds 124 overlijdens bevestigd. De Veiligheidsraad werd tweemaal ingelicht door Tedros Adhanom Ghebreyesus, de directeur-generaal van de Wereldgezondheidsorganisatie. Hij vertelde dat gewapende groeperingen in Noord-Kivu de activiteiten van zijn organisatie hinderden en vroeg dat de leden van de Veiligheidsraad hun invloed zouden aanwenden om toegang tot de getroffen gebieden te verzekeren.
Begin oktober bezocht een delegatie van de Veiligheidsraad Kinshasa in verband met de aankomende verkiezingen in Congo. Daar werd gezegd dat de bevolking beter moest worden geïnformeerd over ebola en dat de MONUSCO-vredesmacht de veiligheidssituatie in het getroffen gebied moest verbeteren.

## Inhoud
Gewapende groeperingen uit binnen- en buitenland bleven de situatie in Congo verder destabiliseren. De ondertekenaars van het Vredes-, Veiligheids- en Samenwerkingsraamwerk (PSC) uit 2013 werden herinnerd aan hun verplichtingen om de oorzaken van het conflict aan te pakken en een einde te maken aan het geweld. Aanvallen door gewapende groeperingen, waaronder de Geallieerde Democratische Strijdkrachten (ADF), werden sterk veroordeeld. Ze bemoeilijkten de hulpverlening in de regio die door Ebola werd getroffen en zorgden ervoor dat het virus zich makkelijker kon verspreiden. Zij werden dan ook opgeroepen de vijandelijkheden onmiddellijk te staken. De Veiligheidsraad eiste ook dat iedereen zich aan het internationaal recht hield en noodhulpverlening toeliet.
Verder was het van belang dat de Congolese overheid, de Wereldgezondheidsorganisatie en andere betrokkenen met internationale hulp de Ebola-uitbraak indijkten en de getroffen mensen hielpen. Het risico bestond dat de epidemie zou uitbreiden naar de buurlanden Oeganda, Rwanda, Zuid-Soedan en Burundi.

## Verwante resoluties
- Resolutie 2177 Veiligheidsraad Verenigde Naties (2014)

Lijst ·  2398 ·  2399 ·  2400 ·  2401 ·  2402 ·  2403 ·  2404 ·  2405 ·  2406 ·  2407 ·  2408 ·  2409 ·  2410 ·  2411 ·  2412 ·  2413 ·  2414 ·  2415 ·  2416 ·  2417 ·  2418 ·  2419 ·  2420 ·  2421 ·  2422 ·  2423 ·  2424 ·  2425 ·  2426 ·  2427 ·  2428 ·  2429 ·  2430 ·  2431 ·  2432 ·  2433 ·  2434 ·  2435 ·  2436 ·  2437 ·  2438 ·  2439 ·  2440 ·  2441 ·  2442 ·  2443 ·  2444 ·  2445 ·  2446 ·  2447 ·  2448 ·  2449 ·  2450 ·  2451